# آنتورپ
آنتورپ (به هلندی: Antwerpen) (به فرانسوی: Anvers) بزرگ‌ترین و پرجمعیت‌ترین شهر کشور بلژیک، یکی از کلانشهرهای اروپا و مرکز استان آنتورپ در بلژیک است. از نظر واحد شهری آنتورپ بزرگ‌ترین شهر کشور بلژیک محسوب می‌شود و از نظر ترکیب وسعت شهر و حومه، پس از بروکسل دومین شهر بزرگ بلژیک به‌شمار می‌آید. شهر آنتورپ از جمله کلان‌شهرهای اروپا به‌شمار می‌آید که با وجود وسعتی در حدود ۲۰۴ کیلومتر مربع، همچنان بسیاری از ویژگی‌های تاریخی خود را حفظ کرده‌است.
این شهر همچنین پر جمعیت‌ترین شهر در ناحیه فلاندر (قسمت هلندی زبان بلژیک) به‌شمار می‌آید. بر اساس آخرین سر شماری، جمعیت آنتورپ در سال ۲۰۱۸ برابر با ۵۲۳٬۲۴۸ نفر بود.
شهر آنتورپ در کناره راست رود اسخلده واقع شده و از قدیم یکی از مراکز مهم فرهنگی و اقتصادی بنلوکس بوده‌است. این شهر همچنین مقر اصلی فعالیتهای اقتصادی کشور بلژیک به‌شمار می‌آید. بندر آنتورپ از بزرگ‌ترین بندرهای جهان به‌شمار می‌آید. بندر آنتورپ دومین بندر بزرگ اروپا و یکی از مراکز مهم ترابری و تجارت در این قاره محسوب می‌شود. این بندر همچنین بزرگ‌ترین مجموعه یکپارچه پتروشیمی اروپا را در خود جای داده‌است.

## پیشینه
تاریخ آنتورپ به روستای کوچکی می‌رسد که رومی‌ها و گُل‌ها ساخته‌بودند. در کاوش‌هایی که در سال‌های ۱۹۵۲ تا ۱۹۶۱ در منطقه اسخلده (Scheldt) انجام شده پاره‌سفالها و تکه‌شیشه‌هایی از میانه‌های سدهٔ دوم تا پایان سدهٔ سوم میلادی یافت شده‌است.

### ریشه نام آنتورپ
نام شهر آنتورپ بار نخست در سدهٔ چهارم میلادی به عنوان یکی از سکونتگاه‌های قوم ژرمنی فرانک ذکر شده‌است. گفته می‌شود که نام این شهر از واژه‌های ژرمنی "anda" (کنار) و "werpum" (اسکله) گرفته شده‌است. روایت دیگر «an der Warft» است، که معنی آن «کنار بندر» است.

### جدایی از هلند
شهر آنتورپ، در بلژیک امروزی، در ابتدا نه تنها بزرگ‌ترین شهر هلند بود، بلکه مرکز فرهنگی، اقتصادی و مالی هفده استان و شمال غرب اروپا نیز بود. به طوری که پیدایش آمستردام امروزی، حاصل سقوط آنتورپ و جدایی ان از هلند در قرن ۱۵ میلادی به‌شمار می‌آید.
در ۴ نوامبر ۱۵۷۶، سربازان اسپانیایی که دستمزدشان را نگرفته بودند دست به شورش زدند: آنها شهر آنتورپ را که به نوعی استان پانزدهم به‌شمار می‌رفت را به نام خشم اسپانیا به یغما بردند و آتش زدند. هزاران شهروند قتل‌عام و صدها خانه سوختند. در نتیجه ، آنتورپ به‌طور کامل درگیر شورش علیه حاکمیت هابسبورگ اسپانیا شد. به طوری که این شهر محضر و مرکز مقاومت و شورش شد. در طی بازپس‌گیری فلاندر و مهار شورشیان، ارتش اسپانیا آنتورپ را به محاصره کامل خود درآورد.
سرانجام در ۱۷ اوت ۱۵۸۵ ، آنتورپ تسلیم شد. بسیاری از مردم آنتورپ به سمت شمال حرکت کردند و به دوران طلایی این شهر که حدود یک قرن به طول انجامید خاتمه دادند. از جمعیت ۱۰۰٬۰۰۰ نفری در آنتورپ قبل از محاصره، فقط ۴۰٬۰۰۰ نفر باقی ماند. بسیاری از بازرگانان ماهر آنتورپ در مهاجرت پروتستانها به شمال شرکت داشتند و بنیان تجاری " عصر طلایی هلند " را در شمال استانهای متحد بنا نهادند. آمستردام امروزی نتیجه همین مهاجرت بود.

## اهمیت اقتصادی

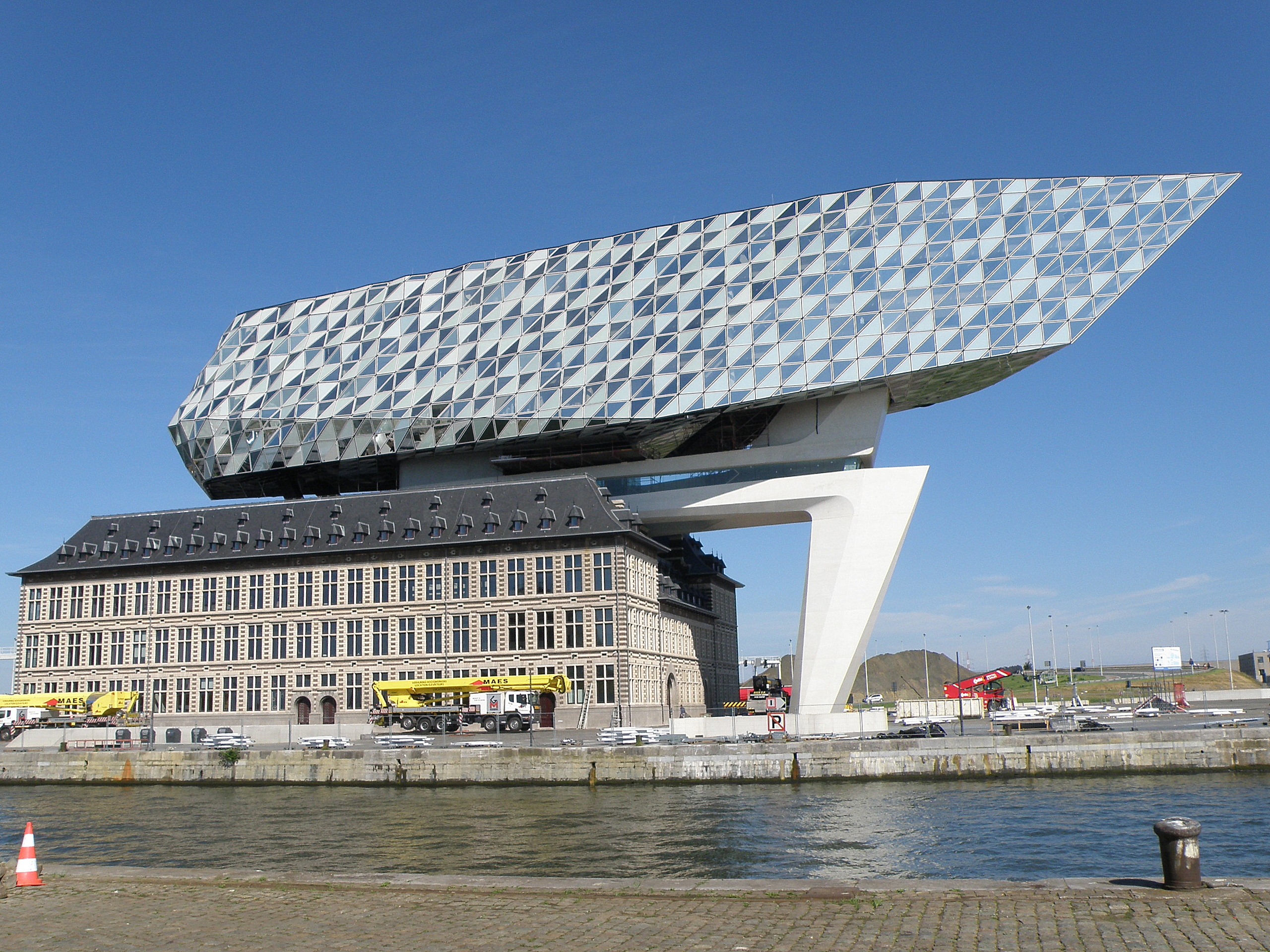
بندر «آنتورپ» که از اهمیت اقتصادی والایی برخوردار است

از لحاظ تقسیم‌بندی داخلی، آنتورپ جایگاه نخست تولید ناخالص ملی را به خود اختصاص داده و بعد از آن بروکسل در جایگاه دوم قرار گرفته‌است.
آنتورپ مهم‌ترین مرکز تجارت الماس در دنیاست و «روزانه ۲۰۰ میلیون دلار الماس به این شهر وارد یا از آن خارج می‌شود». بندر آنتورپ، به عنوان دومین بندر بزرگ اروپا، نقش عمده‌ای را در تجارت و حمل و نقل این قاره ایفا می‌کند. موقعیت لوجستیکی این بندر شرکت‌های کشتیرانی، بیمه و بازرگانی متعددی را گرد هم آورده‌است. بزرگ‌ترین مجموعه یکپارچه پتروشیمی اروپا نیز در همین بندر قرار گرفته‌است. این مجموعه در بر گیرنده پنج پالایشگاه نفتی، بزرگ‌ترین دپو پتروشیمی اروپا و همچنین مرکز مهم اکثر شرکت‌های پتروشیمی بزرگ دنیا از جمله BASF است. ۷ شرکت از ۱۰ شرکت برتر پتروشیمی، در آنتورپ فعالیت می‌کنند.
این تنوع و گستردگی خدمات در آنتورپ، این شهر را به یکی از پایگاه‌های مهم اقتصادی و تجاری در قاره اروپا تبدیل کرده‌است.
در حال حاضر بندر آنتورپ، با عملکردی معادل 10.9 TEU مهم‌ترین دروازه به اروپاست. حجم نقل و انتقالات کالاهای نفتی این بندر تا پایان سال ۲۰۱۵ نسبت به مدت مشابه سال قبل ۲٫۷ درصد رشد داشته‌است. همچنین میزان جابه‌جایی کانتینرها در این بندر به ۴٫۴ میلیون TEU افزایش یافت که رشد ۲٫۹ درصدی را نشان می‌دهد. به علاوه در سال ۲۰۱۵، حجم کلی نفت جابه‌جا شده در این بندر به ۳۰٫۴۲ میلیون تن رسید که با رشد ۴ درصدی مواجه شده‌است. این بندر همچنین سد سلولی کیلدرخت، که بزرگ‌ترین سد سلولی در جهان است را در خود جای داده‌است.

## روابط اقتصادی با ایران

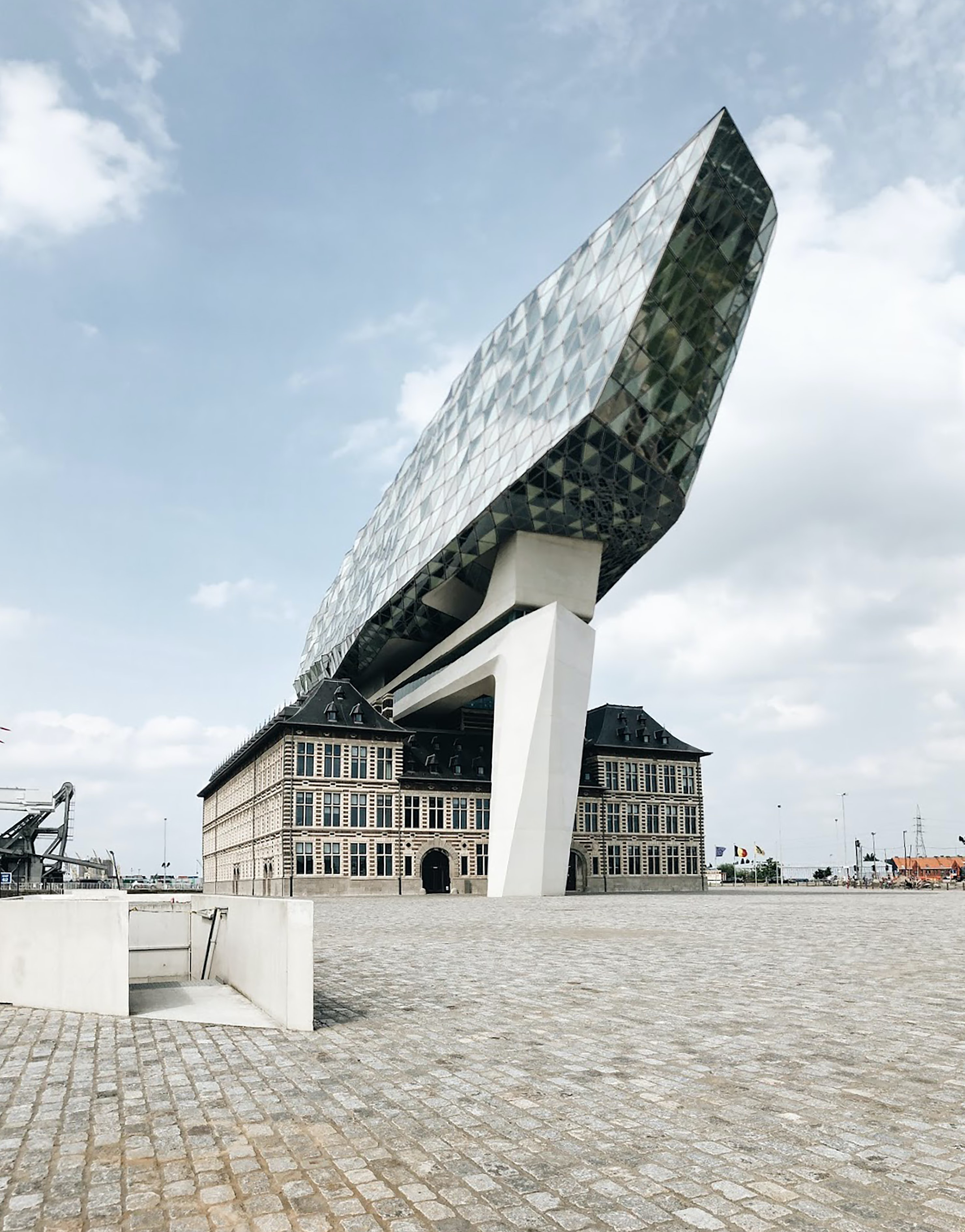
دفتر مرکزی بندر آنتورپ که به شکل کشتی طراحی شده - معمار زاها حدید

تا سال ۲۰۱۰ و پیش از اعمال تحریم‌های بین‌المللی علیه ایران، آنتورپ مهم‌ترین مقصد کشتی‌های تجاری ایران در اروپا محسوب می‌شد. با توجه به حجم بالا و فزاینده محموله‌های کانتینری و محصولات پتروشیمی ایران، این کشور پتانسیل بزرگی برای بندری نظیر آنتورپ فراهم می‌کند. بعد از مذاکرات هسته‌ای و در پی رفع تحریم‌های بین‌المللی، هیئت نمایندگی از سوی این بندر، در اکتبر ۲۰۱۵ به ایران سفر کرد. در همین راستا مقامات جمهوری اسلامی ایران اعلام کردند که در آینده‌ای نزدیک خدمات کانتینری مستقیم میان خلیج فارس و اروپا را از سر خواهند گرفت.
در راستای اجرای اهداف توافق‌های برجام و همچنین با توجه به مذاکرات انجام شده با مقامات بلژیک، در ۱۱ ژوئیه ۲۰۱۶ یادداشت تفاهم خواهر خواندگی بندرهای شهید رجایی و آنتورپ بلژیک با حضور مدیر عامل سازمان، سفیر بلژیک در تهران، مدیران کل ذی‌ربط وزارت امور خارجه و وزارت راه و شهرسازی، اتاق‌های بازرگانی، مقامات سایر بخش‌های دولتی و خصوصی و همچنین شرکت‌های کشتیرانی و اپراتورهای بندری دو کشور توسط مدیران بندرهای مذکور در این همایش امضا گردید.

## زبان، جمعیت و پراکندگی نژادی
زبان رسمی و غالب در شهر آنتورپ هلندی می‌باشد ولی اکثر افراد جامعه تسلط بالایی بر زبان انگلیسی دارند. بر اساس آخرین سر شماری، جمعیت آنتورپ در سال ۲۰۱۸ برابر با ۵۲۳٬۲۴۸ نفر بود. نکته قابل توجه اینجاست که بیش از نیمی از جمعیت آنتورپ (۵۰/۱ درصد از جمعیت آنتورپ) را افراد مهاجر یا با پیشینه خانوادگی مهاجر تشکیل می‌دهند. به همین ترتیب نزدیک به ۵۸ درصد کودکانی که در آنتورپ متولد می‌شوند، دارای پیشینه خانوادگی غیر بومی (غیر بلژیکی) هستند. این ارقام در نوع خود آنتورپ را به یکی از شهرهای اروپا با تنوع نژادی بالا بدل کرده‌است.

## فرهنگ و هنر

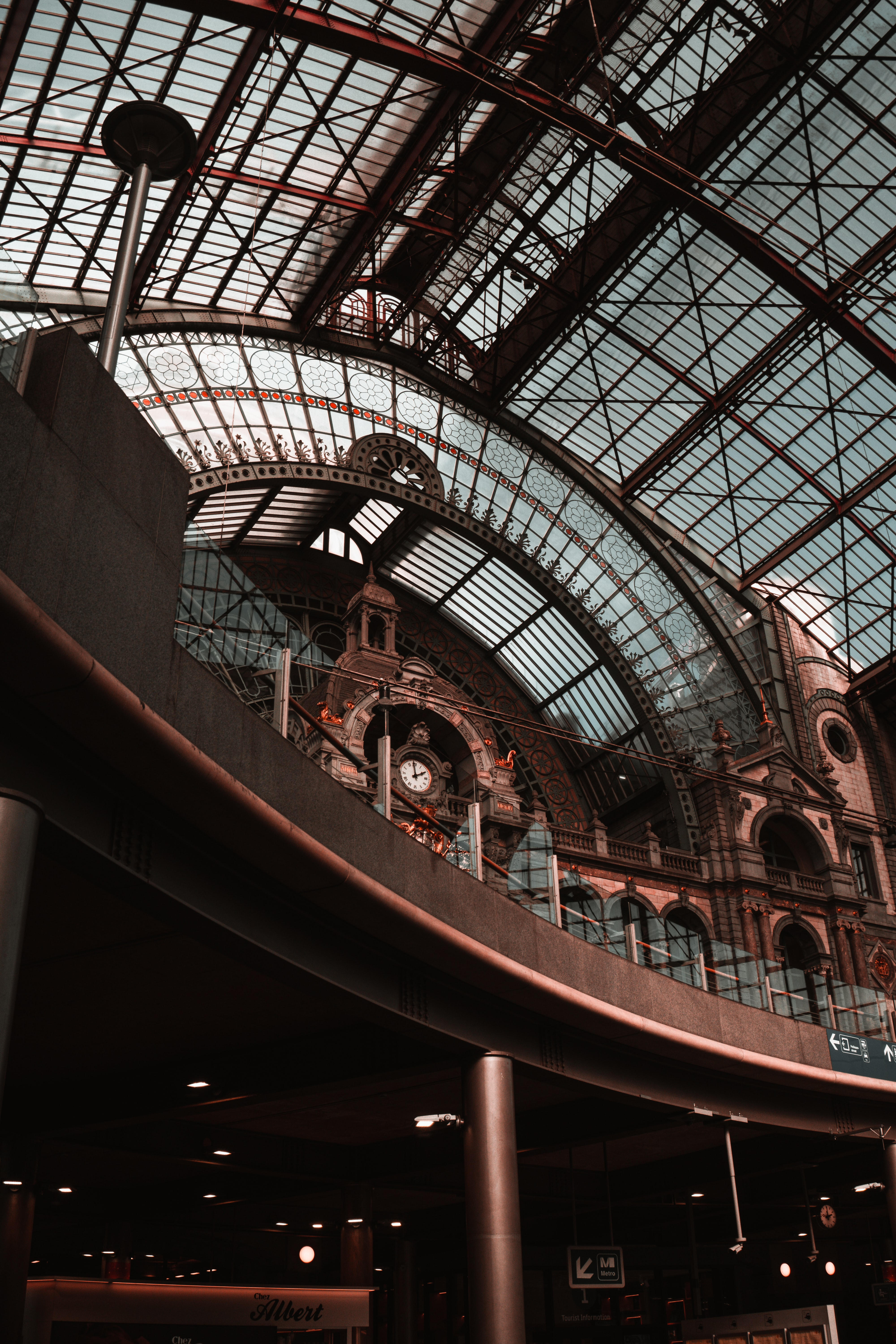
ایستگاه مرکزی قطار شهر آنتورپ

شهرت هنری آنتورپ به قرن هفدهم میلادی بازمی‌گردد زمانی که یا بازگشایی مدرسه نقاشی و طراحی این شهر هنرمندانی چون ونسان ون گوگ و  روبنس در آن به تحصیل پرداختند. در این دوران، که به عصر طلایی فلاندر، نیز معرف است اکثر هنرمندان آنتورپ را به عنوان محل مناسبی جهت ادامه کار هنری خود برگزیدند. روبن بیشتر عمر خود را در آنتورپ گذرانده‌است. موزه سلطنتی هنرهای زیبای آنتورپ مجموعه‌ای از نقاشیها، مجسمه‌ها و طرح‌هایی از سده چهاردهم تا بیستم میلادی را در خود جای داده‌است. این مجموعه نماینده آثار هنری و سلیقه علاقه‌مندان به هنر در آنتورپ و هلند شمالی و جنوبی از سده پانزدهم میلادی به بعد است.

### موسیقی
خاستگاه معروفترین فستیوال موسیقی بلژیک تومارولند که سالانه علاقمندان بی شماری را گرد هم می‌آورد در این شهر است. فستیوال تومارولند هر ساله در تابستان در ماه‌های تیر و مرداد با حضور گرم و پرشور افراد از سرتاسر جهان با پرچم‌های خود به زیبایی چشمگیری برگزار می‌گردد.
جشنواره تومارولند رقابت بسیار سرسختانه و پر قدرت با فستیوال‌های معروف دی جی‌های دنیا، مانند اولترا موزیک فستیوال با انحصار بزرگی که در صنعت موسیقی و سرگرمی دارد، رقابت را برای سایر جشنواره‌های موسیقی دی جی‌ها سخت کرده‌است.

### مد
در اوایل سال ۱۹۹۰ میلادی و با تأکید بر آوانگارد، آنتورپ تمرکزش را در جهت معرفی این شهر به عنوان یکی از مراکز مهم مد در دنیا آغاز نمود و تلاش کرد تا در صنعت مد با لندن، پاریس، نیویوک و میلان رقابت کند. تا کنون طراحان مشهور مختلفی از مدرسه هنرهای عالی این شهر فارغ‌التحصیل شده‌اند. موزه مد شهر آنتورپ که در ۲۱ سپتامبر سال ۲۰۰۲ تأسیس شد، مدهای کشور بلژیک را جمع‌آوری، حفاظت، مطالعه و نمایش می‌دهد. به دلیل درخشش طراحان مد آموزش دیده در آنتورپ در دهه هشتاد و نود، این موزه به‌طور خاص بر روی طراحان مد معاصر بلژیکی تمرکز دارد.

### خوراکی‌های محلی
شکلات و آبجو سازی‌های گوناگونی در این شهر فعالیت می‌کنند. در ماه اوت، فستیوال آبجوی بولکه فست برگزار می‌شود که در آن آبجوهای محلی از جمله آبجو سازی معروف د کونینک میزبان برگزاری این فستیوال هستند.

### ورزش
شهر آنتورپ میزبان بازی‌های المپیک تابستانی در سال ۱۹۲۰ بود که اولین المپیک بعد از جنگ جهانی اول به‌شمار می‌رفت و همچنین تنها المپیک تا کنون برگزار شده در کشور بلژیک است. تیم فوتبال این شهر در سال ۱۸۸۰ تأسیس گردید که قدیمی‌ترین تیم این شهر به‌شمار می‌آید. علیرضا بیرانوند در ۲۳ تیر ۱۳۹۹ ایران را به مقصد بلژیک برای حضور در باشگاه آنتورپ ترک کرد.

## آموزش عالی

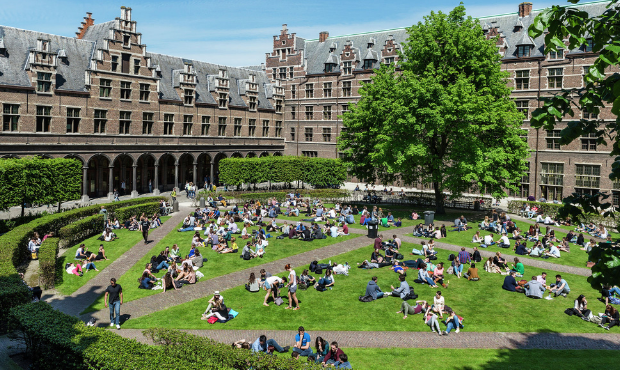
دانشگاه آنتورپ - دانشکده اقتصاد کاربردی

دانشگاه آنتورپ (هلندی:Universiteit Antwerpen) یکی از دانشگاه‌های اصلی و مهم بلژیک می‌باشد. این نام همچنین به صورت مختصر به عنوان UAntwerp) UA) شناخته می‌شود.
هم‌اکنون (۲۰۲۲), بر طبق ارزشیابی مجله آموزش عالی تایمز، دانشگاه آنتورپ رتبه ۱۴۲ را در میان دانشگاه‌های برتر جهان به خود اختصاص داده‌است.

## بناهای تاریخی و دیدنی
- باغ وحش آنتورپ
- ایستگاه قطار آنتروپ
- موزه سلطنتی هنرهای زیبای آنتورپ
- کلیسای جامع بانوی ما
- برج بورن - اولین آسمان خراش ساخته شده در اروپاموزه ان د استروم

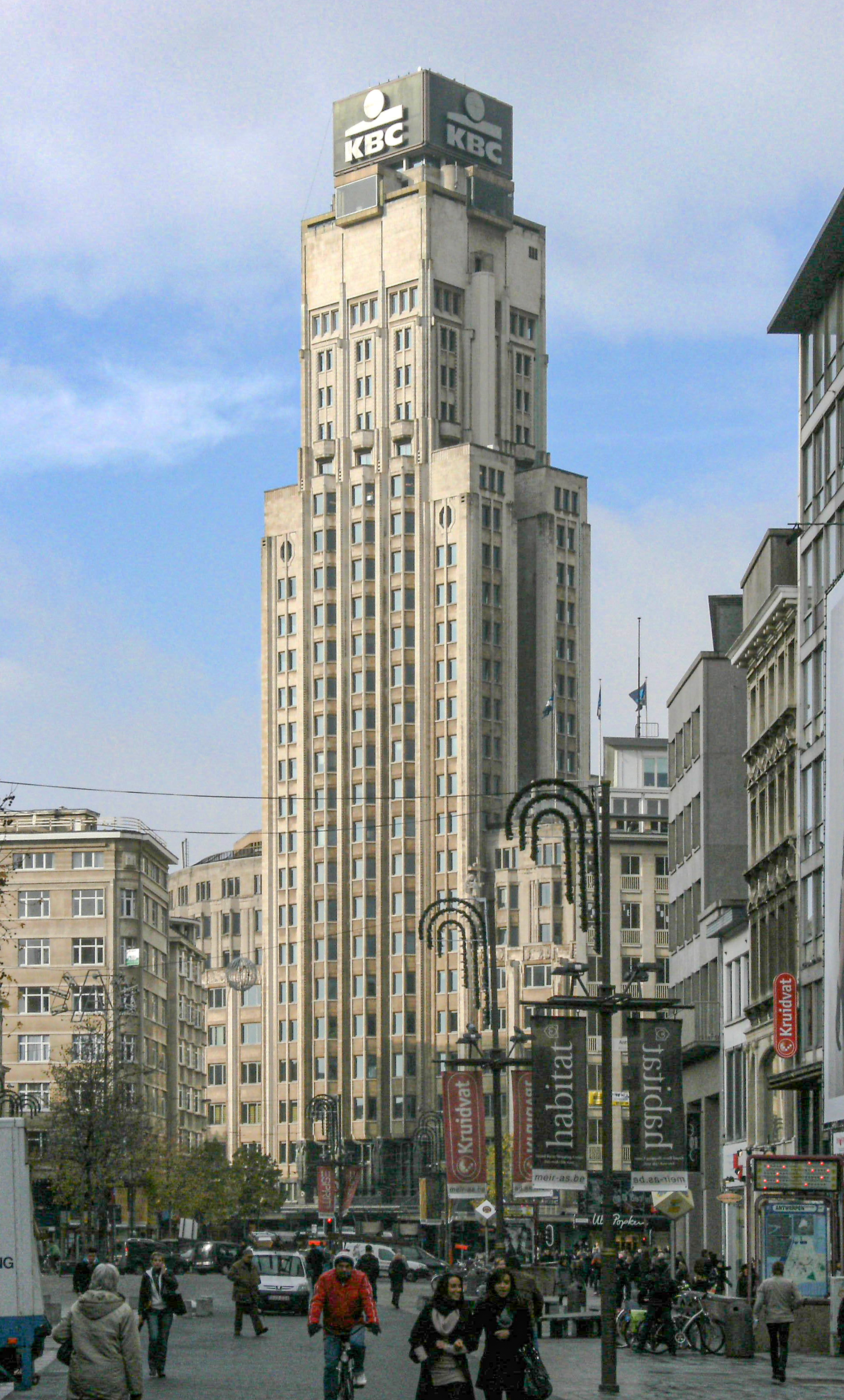
برج بورن - اولین آسمان خراش ساخته شده در اروپا

- برج بویرن - اولین آسمان خراش ساخته شده در قاره اروپا

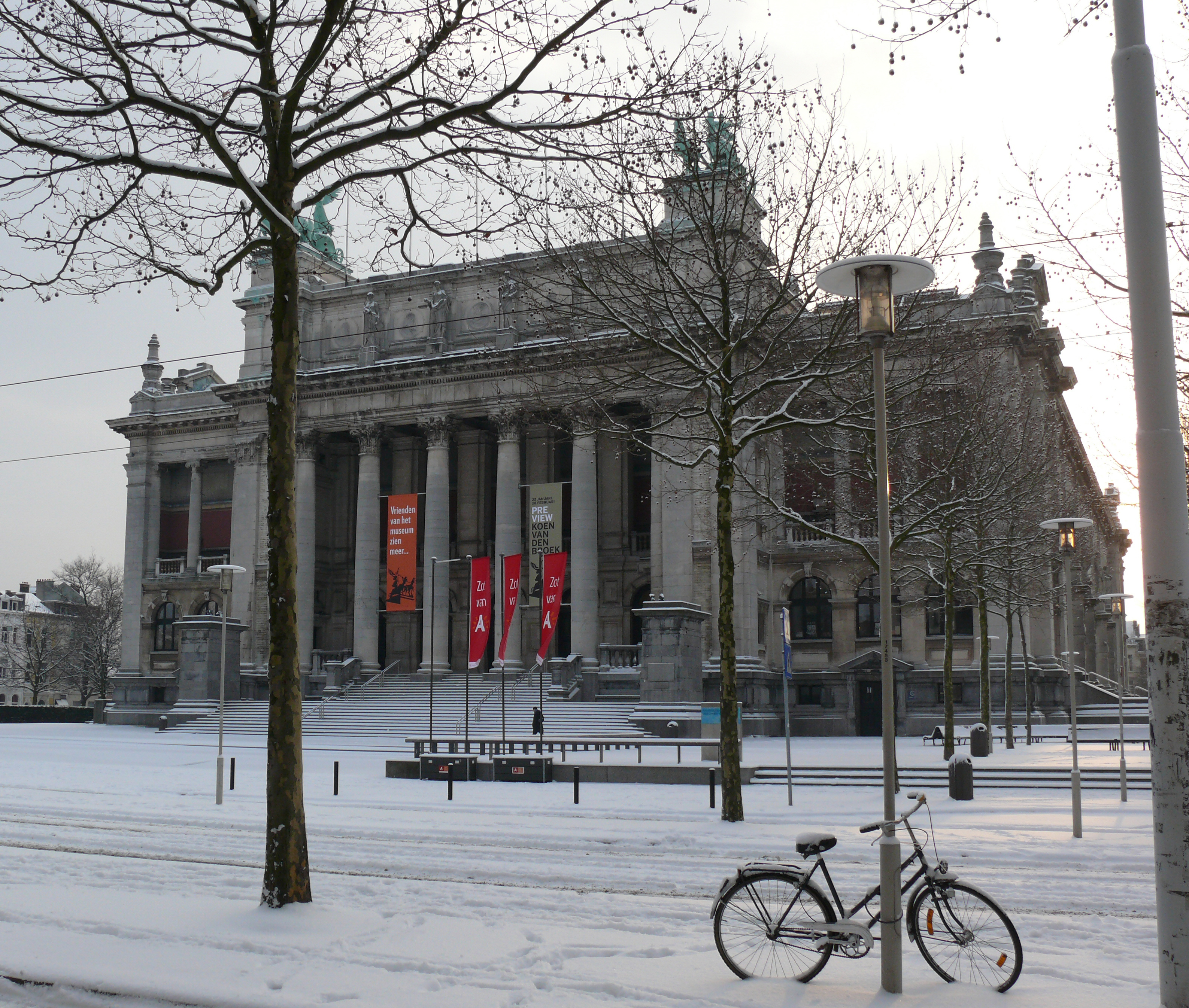
ساختمان موزه هنرهای زیبای آنتورپ

- خانه روبن - نقاش معروف فلاندری
- ساختمان بورس آنتورپ
- ساختمان موزه هنرهای زیبای آنتورپموزه مد آنتورپ
- ساختمان دادگاه آنتورپ